# Noegus trilineatus
Noegus trilineatus är en spindelart som först beskrevs av Cândido Firmino de Mello-Leitão 1940.  
Noegus trilineatus ingår i släktet Noegus och familjen hoppspindlar. Inga underarter finns listade i Catalogue of Life.